# 12-ossofitodienoato reduttasi
La 12-ossofitodienoato reduttasi è un enzima appartenente alla classe delle ossidoreduttasi, che catalizza la seguente reazione:
8-[(1R,2R)-3-osso-2-{(Z)-pent-2-enil}ciclopentil]ottanoato + NADP+ ⇄ (15Z)-12-ossofito-10,15-dienoato + NADPH + H+
L'enzima è coinvolto nella conversione del linolenato in jasmonato in Zea mays.